# Southern United Football Club
El Southern United Football Club (anteriormente conocido como Otago United) es una franquicia de fútbol de la ciudad de Dunedin, Nueva Zelanda. Fue fundada el 7 de abril de 2004 y juega en la Premiership, primera división del país.

## Historia
El 7 de abril de 2004, se anunció a las ocho franquicias que participarían en el Campeonato de Fútbol de Nueva Zelanda. El Otago United fue una de ellas, siendo junto con el Canterbury United los dos representantes de la Isla Sur en el torneo.
En la primera temporada el club finalizó penúltimo, pero en la edición 2005/06 logró su primera, y hasta el momento única, clasificación a los playoffs, donde caería en primera ronda a manos del Team Wellington en la tanda de penales. A este logró lo sucedió un último puesto en el torneo 2006/07 y decepcionantes actuaciones en los campeonatos subsecuentes, aunque en el NZFC 2009/10 no logró llegar a los playoffs por diferencia de gol.
En 2013, previo al inicio del campeonato 2013/14, la franquicia fue renombrada como Southern United Football Club. Pero la nueva nomenclatura no cambió los resultados, ya que en las ediciones de 2014-15, 2015-16 y 2016-17 repitió el último puesto.

## Datos del club
- Temporadas en la Premiership de Nueva Zelanda: 14 (Todas)
- Mejor puesto en la fase regular: 5.º (2005-06, 2009-10 y 2017-18)
- Peor puesto en la fase regular: 10.º (2016-17)
- Mejor puesto en los playoffs: Primera ronda (2005-06)
- Mayor goleada conseguida:
  - En campeonatos nacionales: 4-0 vs. Hamilton Wanderers (2016-17) y 4-0 vs. Wellington Phoenix Res. (2017-18)
- Mayor goleada recibida:
  - En campeonatos nacionales: 0-10 vs. Auckland City (2013-14)

## Estadio
El Southern utiliza el Forsyth Barr Stadium como sede para sus partidos de local, que con 30 758 espectadores es el estadio con más capacidad de la liga neozelandesa.